# Du som i ditt ord förkunnar
Du som i ditt ord förkunnar är en kristen psalm. Texten är skriven av Samuel Ödmann.

## Publicerad i
- 1819 års psalmbok, som nummer 356 under rubriken "Med avseende på särskilda personer, tider och omständigheter: Ungdom och ålderdom: För nattvardsungdom".